# John Flamsteed

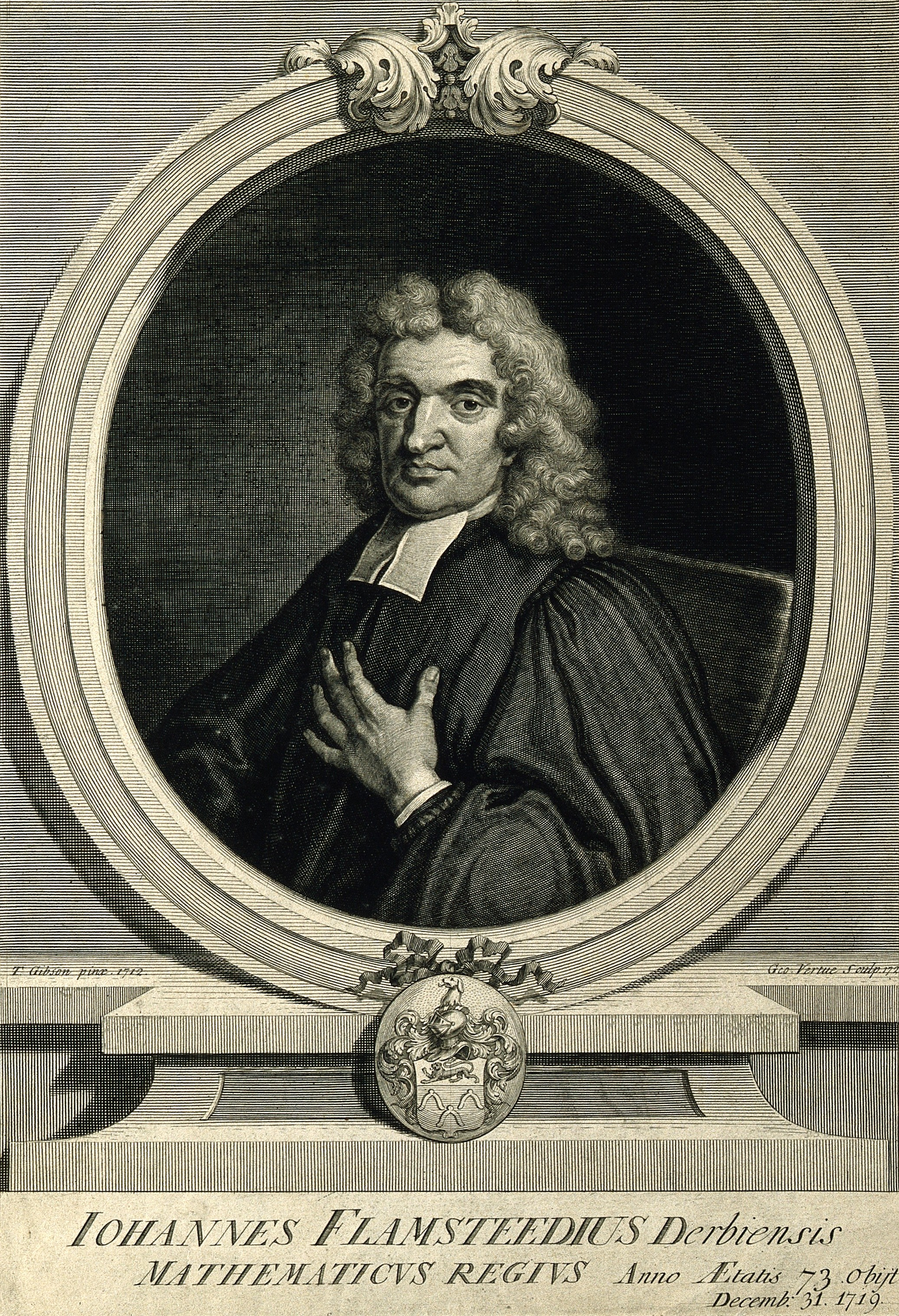
John Flamsteed.

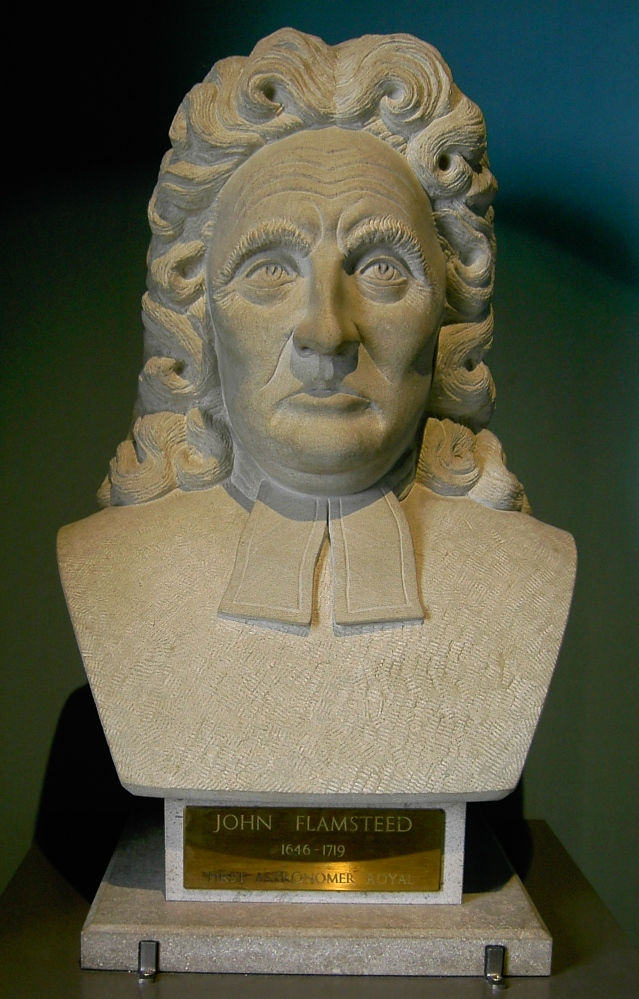
Tượng bán thân John Flamsteed ở Bảo tàng Royal Greenwich Observatory

John Flamsteed (19 tháng 8 năm 1646 - 31 tháng 12 năm1719) là một nhà thiên văn người Anh.
Flamsteed sinh tại Denby, Derbyshire, Anh, và học tại Trường Derby và Jesus College, Cambridge. Ông là người tính toán chính xác hiện tượng nhật thực năm 1666 và 1668. Ông là một trong những người đầu tiên chịu trách nhiệm ghi chép sớm nhất các quan sát về hành tinh Sao Thiên Vương mà ông đã nhầm là một ngôi sao.
Flamsteed cũng được người ta nhớ đến do là người có xung đột với Isaac Newton, chủ tịch của Hội Hoàng gia vào thời đó. Flamsteed từ chối xuất bản một tác phẩm được vua giao và năm 1712, Newton và Edmond Halley đã xuất bản một bản ban ban đầu cửa Flamsteed Historia Coelestis Britannica mà không ghi tên tác giả. Nhiều năm sau, Flamsteed đã mua nhiều bản sách này và đốt công khai trước cổng của Royal Observatory. Tuy nhiên, cách đánh số ngôi sao trong cuốn sách này vẫn đang được sử dụng và được gọi là các cách đặt tên của Flamsteed.
Năm 1725 bản Historia Coelestis Britannica của riêng của Flamsteed đã được xuất bản bao gồm các quan sát của ông và một bảng ca-ta-lô 2935 ngôi sao chính xác hơn nhiều so với bất kỳ tác phẩm nào trước đó.